# Acicula miaphene
Acicula miaphene is een slakkensoort uit de familie van de Aciculidae. De wetenschappelijke naam van de soort is voor het eerst geldig gepubliceerd in 2009 door Subai.